# 베네수엘라 볼리바르
볼리바르(bolívar)는 베네수엘라의 공식 통화이다.
1879년부터 2007년까지 당시 1 볼리바르는 100 센티모로 나뉘었다. 5, 10, 25, 50 센티모, 1 볼리바르 동전과 2, 5, 10, 20, 50, 100 볼리바르 지폐가 통용되었다. 볼리바르 푸에르테(스페인어: Bolívar Fuerte, 스페인어로 "강력한 볼리바르"라는 뜻))는 베네수엘라가 2008년 1월에 새로 발행한 통화이다. 기존의 통화인 볼리바르를 대체한 볼리바르 푸에르테는 1 볼리바르 푸에르테 = 1,000 볼리바르의 비율을 가진다.
2017년 1월부터는 인플레이션으로 인해서 기존의 2~100 볼리바르 지폐의 유통을 중단시키고, 새롭게 발행된 500~20,000 볼리바르 지폐가 통용되기 시작했다. 또한 2017년 11월 2일부터 100,000 볼리바르 지폐가 통용되기 시작했다.
2018년 2월에 이르러서는 이 화폐로 공예품을 만들어 팔고 사는 사람이 생길 정도로 화폐의 가치가 극심하게 추락했으며 베네수엘라 볼리바르 역시 통화 사용 중지 위기에 처해있다.
공식 환율은 1백만 베네수엘라 볼리바르 당 한화 5천원이지만 암시장에서는 화폐 가치가 아닌 화폐 무게를 저울에 달아 환전하는데 2만 볼리바르 지폐 1kg당 한화 10원에 환전되고 있다.

## 지폐

### 볼리바르 (Bolívar)
베네수엘라 중앙은행은 1940년 종이 지폐 발행을 개시하여 1945년 10, 20, 50, 100, 500볼리바르의 지폐를 도입했다. 1966년부터 1974년까지는 5볼리바르가 발행되어 기존의 동전을 대체했다. 1989년에는 1,2,5볼리바르 지폐가 각각 발행됐다.
이후 인플레이션이 지속되면서 더 높은 액면가 지폐가 등장하기 시작했다. 1991년에는 1,000볼리바르, 1994년에는 2,000볼리바르와 5,000볼리바르, 1998년에는 10,000, 20,000, 50,000볼리바르 지폐가 처음 등장했다. 20,000볼리바르 지폐가 처음 나올 당시에는 2,000볼리바르 지폐와 유사한 녹색이었기 때문에 나중에 올리브색으로 새로 다시 발행됐다.
다음은 구 베네수엘라 볼리바르 지폐 목록이다.
| 1998년 이전 시리즈 지폐 | 1998년 이전 시리즈 지폐 | 1998년 이전 시리즈 지폐 | 1998년 이전 시리즈 지폐 | 1998년 이전 시리즈 지폐              | 1998년 이전 시리즈 지폐                                  |
| 사진                    | 사진                    | 액면가                  | 통행연도                | 앞면                                 | 뒷면                                                     |
| ----------------------- | ----------------------- | ----------------------- | ----------------------- | ------------------------------------ | -------------------------------------------------------- |
|                         |                         | 5 볼리바르              | 1968년                  | 시몬 볼리바르와 프란시스코 데 미란다 | 베네수엘라 국립전당                                      |
|                         |                         | 10 볼리바르             | 1968년                  | 시몬 볼리바르와 마리스칼 수크레      | 알타르 데 라 파트리아 (캄포데카라보보)                   |
|                         |                         | 20 볼리바르             | 1971년                  | 호세 안토니오 파에스                 | 알타르 데 라 파트리아 (캄포데카라보보)                   |
|                         |                         | 500 볼리바르            | 1981년                  | 시몬 볼리바르                        | 야생란                                                   |
|                         |                         | 1,000 볼리바르          | 1991년                  | 시몬 볼리바르                        | 베네수엘라 독립 선언                                     |
|                         |                         | 2,000 볼리바르          | 1994년                  | 안토니오 호세 데 수크레              | 후닌 전투                                                |
|                         |                         | 5,000 볼리바르          | 1994년                  | 시몬 볼리바르와 그의 문장            | 후안 로베라의 <1810년 4월 19일 (El 19 de Abril de 1810)> |
| [ 6 ]                   | [ 7 ]                   | 10,000 볼리바르         | 1998                    | 안토니오 호세 데 수크레              |                                                          |
| 1998년 시리즈           |                         |                         |                         |                                      |                                                          |
|                         |                         | 2,000 볼리바르          | 1998                    | 안드레스 벨로                        | 에스펠레티아 꽃 (국화과의 일종)의 삽화와 볼리바르 봉     |
|                         |                         | 5,000 볼리바르          | 2000년                  | 프란시스코 데 미란다                 | 에인절피시 두 마리의 삽화와 구리 댐의 풍경               |
|                         |                         | 10,000 볼리바르         | 2000년                  | 안토니오 호세 데 수크레 (다른 모습)  | 붉은긴꼬리네발나비와 베네수엘라 대법원 청사              |
|                         |                         | 20,000 볼리바르         | 2000                    | 시몬 로드리게스와 앙헬 폭포 (뒷배경) | 유리마코앵무와 앙헬 폭포                                 |
|                         |                         | 50,000 볼리바르         | 2005년                  | 호세 마리아 바르가스                 | 베네수엘라 중앙대학교 (카라카스)                         |

### 볼리바르 푸에르테 (Bolívar fuerte)

#### 2007~2016년판 ("2008년도판")
2007~2015년 시리즈 신권 지폐는 2~100볼리비아 푸에르테의 액면가로 2007년 3월 20일에 첫 발행됐다. 액면가가 높을수록 재발행 기간이 길었다. 100볼리비아 푸에르테 지폐의 재발행은 2015년 11월에 단 한차례만 이뤄졌다.
- 2 BsF: 2007년 3월 20일~2013년 10월 29일
- 5 BsF: 2007년 3월 20일~2014년 8월 19일
- 10 BsF: 2007년 3월 20일~2014년 8월 19일
- 20 BsF: 2007년 3월 20일~2014년 8월 19일
- 50 BsF: 2007년 3월 20일~2015년 6월 23일
- 100 BsF: 2007년 3월 20일~2015년 11월 5일

모든 지폐의 규격은 156 × 69 mm 크기의 직사각형으로 동일하며, 구권 시리즈보다 길이가 조금 더 길다.
앞면에는 인물의 초상화가 담겨 있으며 반반 나누어 오른쪽에 초상화를 집어넣었다. 또한 앞면을 세로로 인쇄했다. 뒷면에는 자연의 풍경이 담겨 있으며 왼쪽 3분의 2 정도에는 그곳에서 서식하는 동물을 담았다.
| 2008년 시리즈 | 2008년 시리즈 | 2008년 시리즈 | 2008년 시리즈 | 2008년 시리즈                 | 2008년 시리즈                                                |
| 사진          | 사진          | 액면가        | 통행연도      | 앞면                          | 뒷면                                                         |
| ------------- | ------------- | ------------- | ------------- | ----------------------------- | ------------------------------------------------------------ |
|               |               | 2 볼리바르    | 2008년        | 프란시스코 데 미란다          | 오리노코강 돌고래와 코로 사구 (배경). 구사노 꽃              |
|               |               | 5 볼리바르    | 2008년        | 페드로 카메호                 | 왕아르마딜로와 로스야노스 평원 (배경)                        |
|               |               | 10 볼리바르   | 2008년        | 카시쿠 과이카이푸로           | 부채머리수리와 카나이마 국립공원의 우카이마 폭포 (배경)      |
|               |               | 20 볼리바르   | 2008년        | 루이사 카세레스 데 아리스멘디 | 대모와 마카나오 산 (배경)                                    |
|               |               | 50 볼리바르   | 2008년        | 시몬 로드리게스               | 안경곰과 시에라네바다 국립공원의 산토 크리스토 늪지대 (배경) |
|               |               | 100 볼리바르  | 2008년        | 시몬 볼리바르                 | 검은머리붉은방울새 와 아빌라 국립공원의 아빌라 고개 (배경)   |

#### 2016~17년판
2016년 베네수엘라 경제 위기로 극도에 달한 인플레이션이 지속되면서 볼리비아 푸에르테의 가치는 곤두박질쳤다. 인플레이션으로 인해 2볼리바르와 5볼리바르 푸에르테 지폐는 시중 유통이 더 이상 이뤄지지 않게 되었지만 법적 효력은 남아있다. 2016년 12월 기준으로 베네수엘라 통화 중에서 최고 액면가를 지닌 100볼리바르 푸에르테 지폐가 암시장에서 불과 0.033달러 (약 40원)의 가치로 거래되고 있는 상황이다.
2016년 12월 7일, 기존 지폐의 색을 바꾼 신권 지폐 시리즈가 500, 1,000, 2,000, 5,000, 10,000, 20,000볼리바르의 여섯 가지 종으로 발행되어 베네수엘라 국민에게 유통 배포됐다. 며칠 뒤인 2016년 12월 11일, 니콜라스 마두로 대통령은 이전에 선포했던 대통령 칙령에 100볼리바르권을 72시간 이내에 시중 유통에서 퇴출할 것을 명시하는 내용을 추가했다. 이는 "마피아"들이 인플레이션을 부추기기 위해 이런 특정 지폐권을 비축해두고 있다고 전해진다는 이유에서였다. 베네수엘라의 전체 발행 화폐 규모 중에서 약 46%를 차지하는 것이 바로 60억 장 이상에 달하는 100볼리바르 지폐인 상황에서, 마두로 대통령은 베네수엘라 국민을 대상으로 모든 100볼리바르 지폐를 100볼리바르짜리 동전으로 교환토록 하는 한편, 해외에 비축된 것으로 추정된 볼리바르 지폐의 국내 유입을 막기 위해 해외 여행을 임시로 막는 법령을 선포했다. 하지만 신권 유통의 지연으로 인해 나중에 교환 기한이 2017년 1월 2일까지 연장되었다.
2018년이 되자 신권 시리즈의 가격은 암시장에서 1,000,000 볼리바르가 불과 0.01달러 (약 12원)의 가치로 거래되어 사실상 종이값으로 거래되는 형국이다. 이 때문에 고액권 지폐로 공예품을 만들어 팔아도 되려 이윤이 남을 정도이다.
결국 베네수엘라 볼리바르화 지폐는 액면가격을 무시한 채 지폐를 제작하는 데에 사용된 종이의 무게대로 환율이 정해지게 되었다.
| 2016년 시리즈 | 2016년 시리즈 | 2016년 시리즈   | 2016년 시리즈 | 2016년 시리즈                 | 2016년 시리즈                                                |
| 사진          | 사진          | 액면가          | 통행연도      | 앞면                          | 뒷면                                                         |
| ------------- | ------------- | --------------- | ------------- | ----------------------------- | ------------------------------------------------------------ |
|               |               | 500 볼리바르    | 2016년        | 프란시스코 데 미란다          | 오리노코강 돌고래와 코로 사구 (배경). 구사노 꽃              |
|               |               | 1,000 볼리바르  | 2016년        | 페드로 카메호                 | 왕아르마딜로와 로스야노스 평원 (배경)                        |
|               |               | 2,000 볼리바르  | 2016년        | 카시쿠 과이카이푸로           | 부채머리수리와 카나이마 국립공원의 우카이마 폭포 (배경)      |
|               |               | 5,000 볼리바르  | 2016년        | 루이사 카세레스 데 아리스멘디 | 대모와 마카나오 산 (배경)                                    |
|               |               | 10,000 볼리바르 | 2016년        | 시몬 로드리게스               | 안경곰과 시에라네바다 국립공원의 산토 크리스토 늪지대 (배경) |
|               |               | 20,000 볼리바르 | 2016년        | 시몬 볼리바르                 | 검은머리붉은방울새 와 아빌라 국립공원의 아빌라 고개 (배경)   |

## 같이 보기
- 베네수엘라의 경제